# Dietrich Heinrich Jürgenson
Dietrich Heinrich Jürgenson (Vasalemma, Észtország, 1804. július 27. – Tartu, 1841. augusztus 22.) észt pedagógus, nyelvész, irodalomtörténész, az Észt Tudós Társaság egyik alapítója.

## Élete és munkássága
A Tallinn (akkor: Reval) közelében fekvő Vasalemma faluban született. Észt származású apja cipész volt. A fiú Revalban járt iskolába, majd 1823–1826 között Dorpat egyetemén teológiai tanulmányokat folytatott, keleti nyelveket és filozófiát is tanult. Az egyetem befejezése után egy ideig házitanító volt. 1828-ban meghívták az akkor alakított bentlakásos tanítóképző szemináriumhoz (Elementarlehrer-Seminarium) inspektornak és lelkésznek. Ez maradt a fő foglalkozása élete végéig.
Tagja volt a Tartuban működő értelmiségi körnek és így alapító tagja, majd titkára lett az 1838-ban létrehozott Észt Tudós Társaságnak (Őpetatud Eesti Selts), mely többek között az észt múlt megismertetését, a nyelv és a kultúra fejlesztését tűzte ki célul. Az alapítók között volt mások mellett Friedrich Robert Faehlmann észt orvos, író (1843-tól a társaság elnöke) és Friedrich Reinhold Kreutzwald, a Kalevipoeg szerzője, összeállítója is.
1837-ben kinevezték az észt nyelv lektorának a dorpati egyetem. Jürgenson volt az első észt, akit nyelvi lektornak választottak. Az észt mellett egy keveset a lív nyelvvel is foglalkozott; 1839 nyarán tanulmányúton volt (Svētciems, Neu-Salis-ben) Friedrich Kruse (1790–1866) német történésszel, a dorpati egyetem professzorával.

## Munkássága
Jürgenson az Észt Tudós Társaság keretében jelentős szervezői és tudományos tevékenységet fejtett ki. 1839–1840-ben a társaság Estland és Livland számos városában könyvraktárakat hozott létre, hogy  elősegítse az észt könyvek olvasását (a német könyvkereskedők nem foglalkoztak észt könyvekkel). A társaság titkáraként Jürgenson hozta létre a társaság könyvtárát, koordinálta a könyvek szétküldését. A raktárak észt nyelvű könyveinek adataiból katalógust állított össze, melyet a társaság költségén kinyomtattak (Kirja-Kulutaja, 1840; név nélkül). Ez volt az első észt nyelvű könyvkatalógus. Az ő idejében jelent meg a társaság kiadvány-sorozatának első füzete és az első kalendáriuma is.
Jürgenson kezdte el az észt nyelvű nyomtatott irodalom és az észt nyelvről szóló munkák bibliográfiájának összeállítását, amit halála után 1872-ig többen folytattak. A kartotékok formájában készített katalógus (Bibliotheca esthonica oder chronologisches Verzeichniss aller in ehstnischen Sprache und über die ehstnische Sprache im Druck erschienenen Schriften) teljes anyagának kb. a fele (1553-tól 1840-ig) Jürgenson munkája.
1841 tavaszán felolvasást tartott a társaság gyűlésén. Előadásában elsőként igyekezett rendszeres áttekintést adni az észt irodalom történetéről (1715-ig). Az előadás szövege a későbbi korszak anyagával kiegészítve halála után jelent meg (Kurze Geschichte der ehstnischen Literatur, Tartu, 1843–1844). A munka nem csupán az ún. szépirodalomra, hanem az észt nyelvű nyomtatott könyvek összességére terjedt ki, vagyis általában az észt írásbeliség történetét vizsgálta. Ez Jürgenson leghíresebb műve, az első publikált észt irodalomtörténet, mely alapja lett későbbi irodalomtörténeteknek, így Karl August Hermann munkájának, felhasználta August Ahlqvist finn professzor is (Viron nykyisemmästä kirjallisuudesta, 1855).
Nyelvészként legfontosabb terve egy észt-német szótár (közös) megalkotása volt, de csak az előkészítésre maradt ideje. Erre vonatkozó javaslata a társaság  1839 januári gyűlésén hangzott el, előadásának szövege a Das Inland című lap egyik szeptemberi számában jelent meg (Vorschlag, betreffend die Herausgabe eines vollständigen Esthnisch Deutschen Wörterbuchs).
A szótár a két alapvető észt nyelvjárás egymáshoz való közelítésével meggyorsíthatta volna az egységes észt nyelv létrejöttét. A társaság magáévá tette az elképzelést, de a megvalósítás elmaradt, – részben Jürgenson korai halála miatt. Hagyatékában egyébként más, többé vagy kevésbé elkészült nyelvészeti tárgyú kéziratokat is találtak.